# グロワ島
グロワ島 （グロワとう、フランス語：Île de Groix、ブルトン語：Enez Groe）は、フランス北西部モルビアン県の島。

## 地理・自然

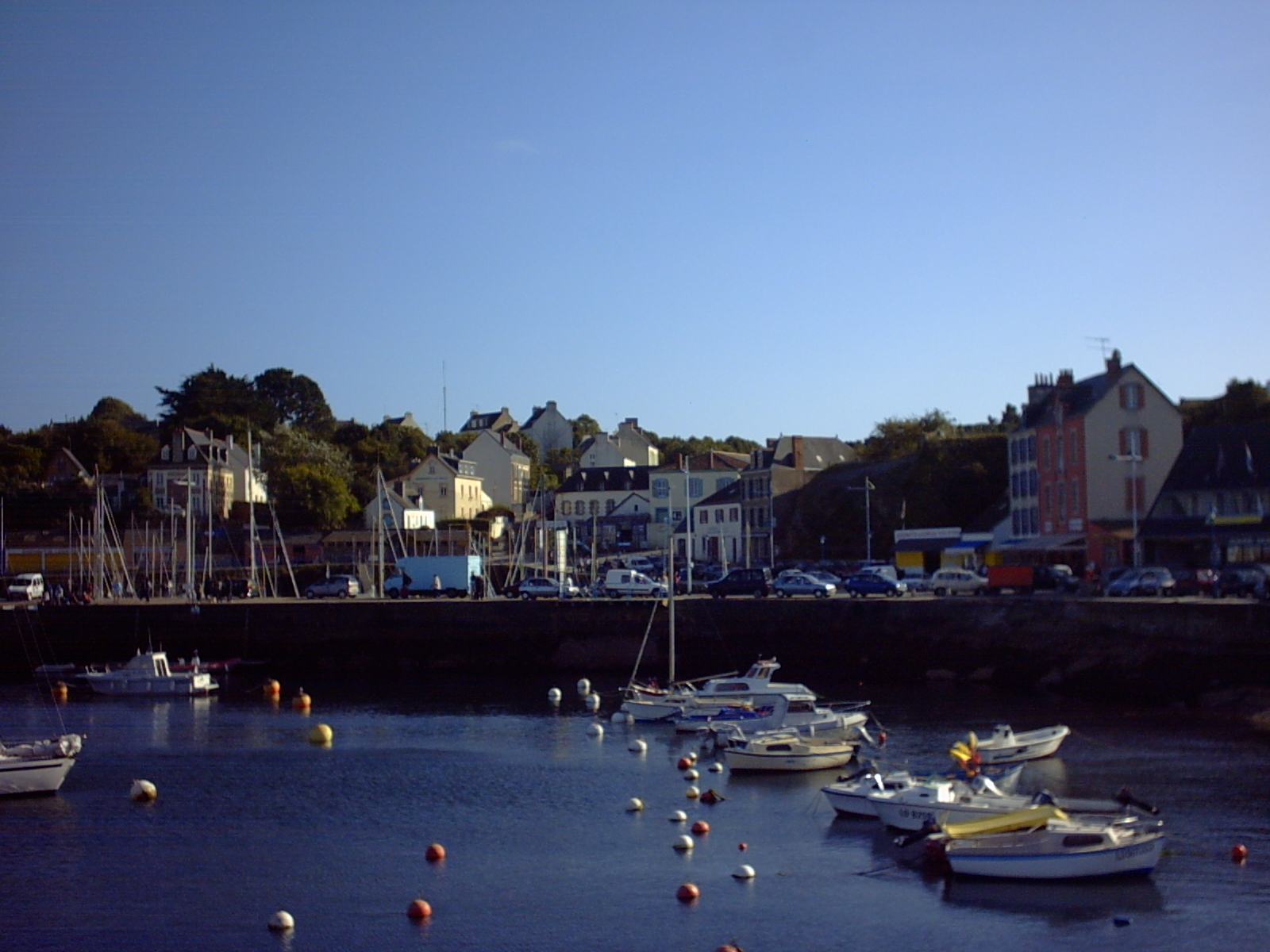
テュディ港

長さ8キロ、幅3キロ。面積は15平方キロメートル。ロリアン沿岸から数キロの沖合に浮かぶ。ロリアン＝グロワ間には日に数便のフェリーが往復する。行政上は、モルビアン県のコミューンである。
島には小さな町がある。島北岸には切り立った高い崖がそびえ、南岸の穏やか入り江には砂浜が広がる。グロワは多種多様な海鳥類の宝庫である。
グロワは地質学上、本土と異なる。東岸と南岸は1982年より天然鉱物資源発掘が行われている。島から60種類以上の鉱物が発見され、特に青い藍閃石、緑簾石、石榴石が知られる。島全体は主に結晶片岩からなっている。
西岸海洋性気候で、年間平均気温は約12℃、最も寒い12月と1月で平均気温が7℃から8℃である。最も暑い7月から8月の平均気温は17℃から18℃である。
グロワ島内にはヘビもキツネもいないが、ヒキガエルをまれに見ることができる。古ノルド語でGroという別称を持つヒキガエルは、Groixの語源になったといわれている。ウサギがとても多く生息しているが、家庭で飼われるネコが急速に増えたため、過去10年間でその頭数は激減した。キジは島のいたるところで年間通してみることができる。

## 歴史
グロワ島は2つの地区に分けられてきた。ブルトン語コルヌアイユ方言を話す西部のプイシ（Piwisy）と、ブルトン語ヴァンヌ方言を話す東のプリュムテゥル（Primiture）である。しかし島が2つの教区に分かれていたのではなく、単一の行政体とも見られていなかった。孤立する島民の信仰をまとめていたのは、カンペルレにあるベネディクト会派のサント＝クロワ修道院の聖職者たちであった。
ヴァイキングたちは島を侵略後、様々な痕跡を残した。長さ14mのボートが収められた埋葬塚もその1つである。墓には人骨や犬の骨の他、剣、盾、盾、斧、槍、矢、ナイフなど多くの武器が収められていた。
グロワ島は、エンヌボンを拠点とするケメネ＝エボ家を領主としていた。その後、末裔であるロアン家がフランス革命まで島を治めた。

## 文化
島で話されていたブルトン語グロワ方言は、1914年以前は5500人あまりの島民が話していたが、20世紀中に消滅した。